# Malesbroek
Het Malesbroek is een deelgebied van natuurgebied Grote Netewoud in Geel en Meerhout en ligt ten noorden van het kerkdorp Winkelomheide. Het meet 100 ha en ligt in de vallei van de Grote Nete, net voor de samenvloeiing met de Molse Nete. Het reservaat wordt beheerd door Natuurpunt.
Centraal in het gebied ligt een ondiepe plas die is ontstaan ten gevolge van de turfwinning in het begin van de 20e eeuw. Naast de grote vijver zijn er nog tal van kleinere vijvers, die omgeven zijn door moeras. Ook zijn er nog hooi- en weilanden die door houtwallen omgeven zijn.
In 2010 werd het gebied met nog eens 40 ha uitgebreid.